# 아이 큇 매치
아이 큇 매치 (I quit! match)는 프로 레슬링의 경기 방식 중 하나로, 서브미션이나 더 이상 버티지 못하겠을 때 아이큇을 외치면, 그 외치는 사람이 패배하여 끝나는 경기이다. 여성으로 최초로 열린 아이 큇 매치 승자는 베스 피닉스이고 최다 우승자는 존 시나로 무려 5승이며 연승기록을 세우고 있다.

## 경기 규칙
- 이 경기는 실격이나 카운트 아웃도 적용되지 않는 경기로 어디서나 마음껏 경기를 할 수가 있다.
- 핀폴이나 서브미션(탭 아웃)은 인정되지 않는다.
- 승리하기 위해서는 상대에게 서브미션 등을 시전을 한후, 상대가 "I quit!"을 외쳐야 한다.

## 같이 보기
- 헬 인 어 셀
- 일리미네이션 체임버
- 존 시나